# 茲格沃維翁奇卡河
52°31′01″N 18°37′55″E / 52.51694°N 18.63194°E

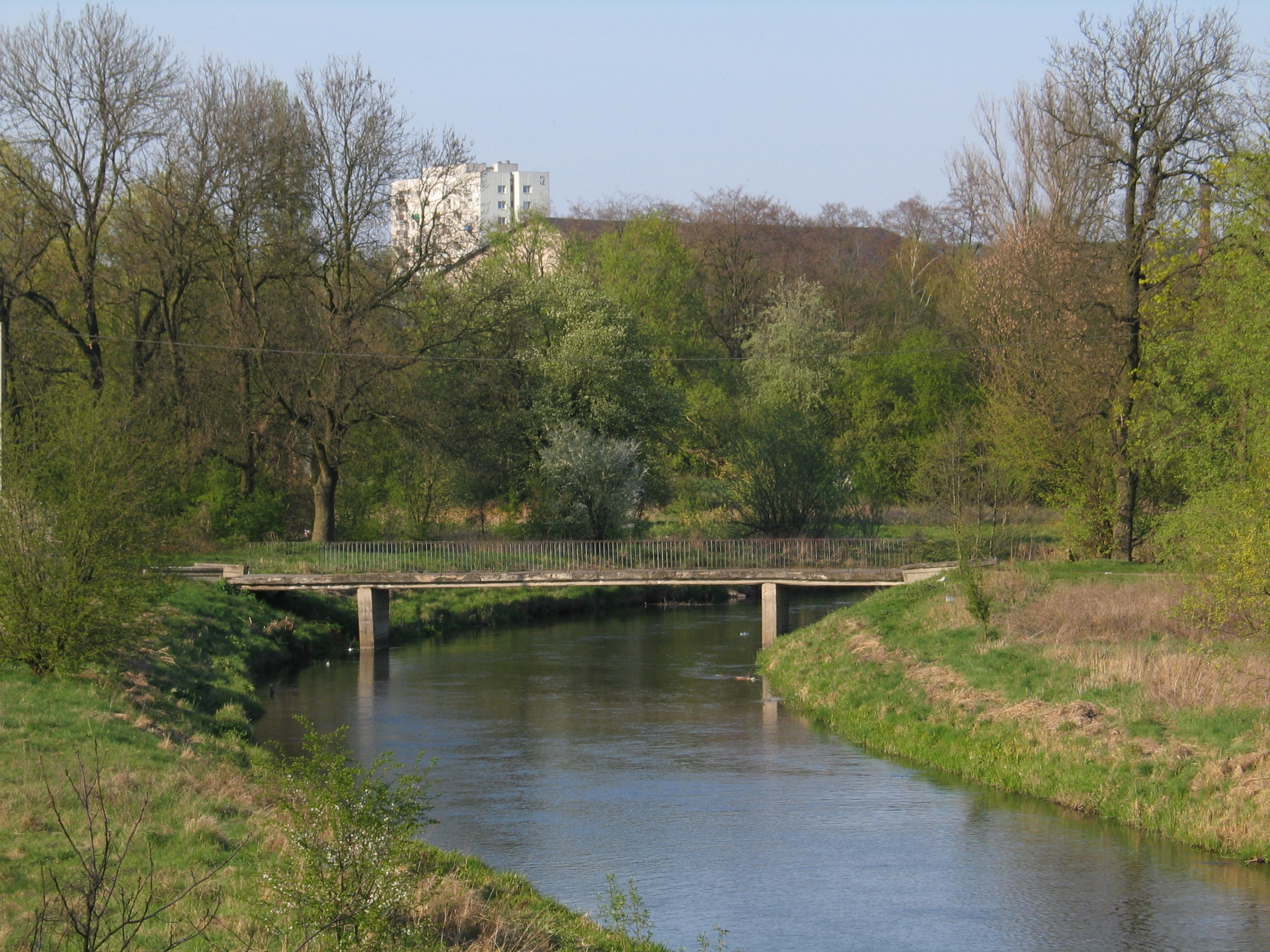

茲格沃維翁奇卡河（波蘭語：Zgłowiączka）是波蘭的河流，位於該國北部，處於庫亞維-波美拉尼亞省，屬於維斯瓦河的左支流，河道全長79公里，流域面積1,496平方公里，河口處在弗沃茨瓦韋克。